# Leucania lilloana
Leucania lilloana är en fjärilsart som beskrevs av Köhler 1947. Leucania lilloana ingår i släktet Leucania och familjen nattflyn. Inga underarter finns listade i Catalogue of Life.